# دنیس کوپر
دنیس کوپر (به انگلیسی: Danese Cooper) یک برنامه‌نویس آمریکایی، دانشمند کامپیوتر و مدافع نرم‌افزار منبع باز است.

## حرفه
دنیس کوپر تیم‌هایی را در سیمنتک و اپل مدیریت کرده‌است. به مدت شش سال، او قبل از اینکه به عنوان مدیر ارشد استراتژی‌های منبع باز در اینتل خدمت کند، به‌عنوان «مبلغ» منبع باز برای سان میکروسیستمز خدمت کرد. او یکی از اعضای هیئت مدیره انجمن سخت‌افزار منبع باز است. او ناظر هیئت مدیره در موزیلا است و به عنوان یکی از اعضای بنیاد نرم‌افزار آپاچی خدمت می‌کند. او عضو هیئت مدیره انجمن دروپال و ابتکار منبع باز بود. در اکتبر ۲۰۱۸، دنیس کوپر به عنوان معاون ابتکارات ویژه به شرکت فناوری ایرلندی نیر فرم پیوست.

## متن باز
کار اصلی کوپر در زمینه نرم‌افزارهای کامپیوتری منبع باز، نام مستعار «دیوا منبع باز» را برای او به ارمغان آورده‌است. او در حالی که در یک بار سوشی در کوپرتینو بود، به سمتی در سان میکروسیستمز استخدام شد که به عنوان برنامه‌نویس جاوا کار می‌کرد. در عرض شش ماه، او ناامید از ادعای توسعه منبع باز با جاوا که سان ساخته بود، کنار رفت، اما متوجه شد که «منبع باز» شدن آن کمی در حال انجام است. سان به دنبال این بود که کوپر نیاز او به نرم‌افزار متن‌باز بیشتر را درک کند و او را دوباره به عنوان افسر منبع باز شرکت خود استخدام کرد. شش سال او باسان میکروسیستمز به عنوان کلیدی برای باز کردن کد منبع و پشتیبانی از مجموعه نرم‌افزار اوپن آفیس. اوآرجی، موتور گرید اوراکل و غیره شناخته می‌شود. در سال ۲۰۰۹ او به رولوشن رایانش، «ارائه‌دهنده راه‌حل‌های تحلیلی پیش‌بینی‌کننده منبع باز» پیوست تا بر روی گسترش جامعه در میان توسعه‌دهندگانی که با زبان برنامه‌نویسی آر (زبان برنامه‌نویسی) و استراتژی‌های عمومی منبع باز آشنا نیستند، کار کند. او همچنین در سخنرانی‌های عمومی در مورد منبع‌باز بودن، سخنرانی در مرکز سازگاری متن‌باز کنفدراسیون ملی کامپیوتر مالزی، کنوانسیون متن باز آوریلی و نمایشگاه لینوکس کالیفرنیای جنوبی سخنرانی کرده‌است.

## بنیاد ویکی‌مدیا
در فوریه ۲۰۱۰ کوپر به عنوان مدیر ارشد فنی بنیاد ویکی‌مدیا منصوب شد و تیم فنی آنها را رهبری کرد و استراتژی فنی بنیاد را توسعه و مدیریت کرد، و همچنین در ارتباط با داوطلبان ویکی‌مدیا و توسعه و بومی سازی نرم‌افزار کار کرد. او سازمان را در ژوئیه ۲۰۱۱ ترک کرد. 

## اینرسورس
دنیس کوپر موسس و رئیس بنیاد اینرسورس است. در سال ۲۰۱۸ او با همکاری کلاوس جان استول کتابی نوشت که توسط انتشارات اورایلی منتشر شد.

## دنیس ورکز
در ژوئن ۲۰۱۱، کوپر یک شرکت مشاوره به نام دنیس ورکز را راه اندازی کرد که اولین مشتری آن این بلوم بود. او است همچنین در حال حاضر به نومنتا با منبع باز و استراتژی یادگیری ماشینی کمک می‌کند.

## زندگی شخصی
دنیس کوپر دیپلم دبیرستان خود را از مدرسه چادویک و مدرک کارشناسی خود را از دانشگاه کالیفرنیا، لس آنجلس دریافت کرد. پس از فارغ‌التحصیلی او مدتی را در مراکش به عنوان داوطلب در سپاه صلح گذراند. کوپر زمان خود را با سپاه صلح به عنوان تقویت میل او برای سفر و کار در کشورهای در حال توسعه برای کشف سیاست، آموزش و چگونگی نرم‌افزار منبع باز می‌داند که می‌تواند «به بچه‌های خاص جایگزین دیگری بدهد». او با یک توسعه دهنده نرم‌افزار ازدواج کرده‌است و از بافتنی لذت می‌برد، که اغلب در جلسات درگیر آن می‌شود.